# Cell Proliferation
Cell Proliferation is een internationaal, aan collegiale toetsing onderworpen wetenschappelijk tijdschrift op het gebied van de celbiologie.
De naam wordt in literatuurverwijzingen meestal afgekort tot Cell Prolif.
Het wordt uitgegeven door John Wiley and Sons namens de Cell Kinetics Society en verschijnt tweemaandelijks.